# Cathédrale Sainte-Marie d'Oloron
Pour les articles homonymes, voir Cathédrale Sainte-Marie.
La cathédrale Sainte-Marie d'Oloron est une cathédrale située à Oloron-Sainte-Marie, dans le département français des Pyrénées-Atlantiques. Elle est classée monument historique le 7 mars 1939 et inscrite au patrimoine mondial par l'UNESCO en 1998 au titre des chemins de Saint-Jacques-de-Compostelle en France.

## Présentation
L'église d'Oloron a été détruite en 848 par les Vikings quand ils ont anéanti la cité. C'est au concile de Toulouse (1229) que l'évêché et la cité sont relevés. Le comte Centulle repeuple la ville d'Oloron en 1080. L'évêque Amat pose la première pierre de l'église Sainte-Croix, vers 1080, à l'emplacement d'un ancien édifice.
Vers 1102, le vicomte de Béarn Gaston IV le Croisé décide de construire une nouvelle cathédrale que l'évêque Roger de Sentes commence à bâtir sur la rive gauche du gave d'Aspe. Après sa mort, en 1114, son successeur est Arnaud d'Araux, moine de l'abbaye de Cluny, prieur de Sainte-Foi de Morlaàs. Son successeur, Arnaud d'Izeste, moine de Cluny, prieur de Sainte-Foi de Morlaàs, lui succède jusqu'en 1168. Il reste de cette cathédrale du XIIe siècle le portail roman protégé par le clocher-porche ainsi que des éléments dans le transept.
En 1212, Gaston VI de Béarn a pris le parti du comte de Toulouse. Une bande de routiers favorable au parti albigeois est logée dans la ville. Un des soudards s'est revêtu des habits pontificaux et fait un simulacre de messe et de sermon dans la cathédrale. Ces soudards ont incendié le palais épiscopal et le feu aurait atteint la cathédrale. Dans un concile tenu à Lavaur, le comte de Béarn est tenu pour responsable et excommunié. Le vicomte de Béarn cède en 1215 ses droits seigneuriaux sur l'agglomération Sainte-Marie à l'évêque qui transfère alors le siège épiscopal de la ville haute à la bourgade de plaine. L'évêque de Lescar était qualifié de premier baron du Béarn, l'évêque d'Oloron est le second baron.
L'église est brûlée au XIIIe siècle au cours d'une émeute. La nef est construite au XIIIe siècle. La sacristie actuelle, ancienne chapelle Saint-Jean-Baptiste, est construite à la fin du XIIIe siècle ou au début du XIVe siècle. L'édifice est en partie incendié par la foudre en 1302. Le chœur et le chevet sont reconstruits au XIVe siècle. Deux chapelles latérales voûtées d'ogives à liernes et tiercerons sont ajoutées à la fin du XVe siècle ou au début du XVIe siècle.
En 1569, à l'arrivée de Montgommery à Oloron, la cathédrale est pillée et ravagée. L'évêque Claude Orégon (ou Claude Régin) doit se réfugier à Mauléon puis Vendôme. Henri IV rétablit le culte catholique dans le Béarn. Arnaud de Maytie est nommé évêque d'Oloron en 1597.
La cathédrale est rendue à l'évêque Arnaud de Maytie en 1602. Des travaux de réparations sont faits en 1617, essentiellement dans la nef. La cathédrale est agrandie par l'évêque François de Revol en 1749 par quatre chapelles latérales avec des retables de part et d'autre de la nef et en réalisant un nouveau décor.
Cette cathédrale était le siège épiscopal de l'ancien diocèse d'Oloron, qui a été supprimé en 1802. En 1909, l'évêque de Bayonne relève le titre d'évêque d'Oloron et de Lescar. Le diocèse de Bayonne, Lescar et Oloron compte depuis cette date une église-mère (cathédrale de Bayonne) et deux co-cathédrales (cathédrale d'Oloron et cathédrale de Lescar).
La restauration de l'église a été entreprise à partir de 1859.

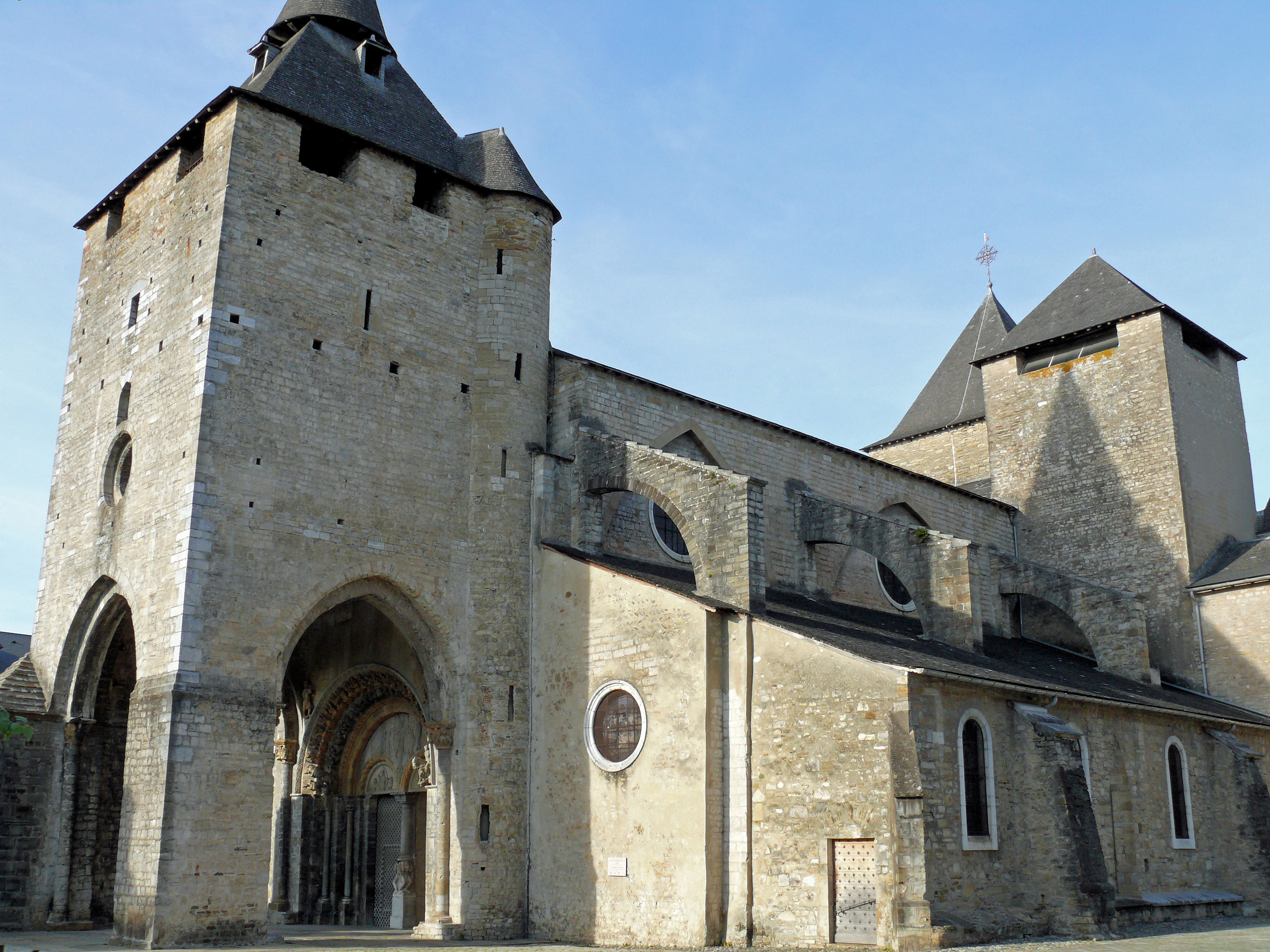
Le clocher-porche et la façade sud.
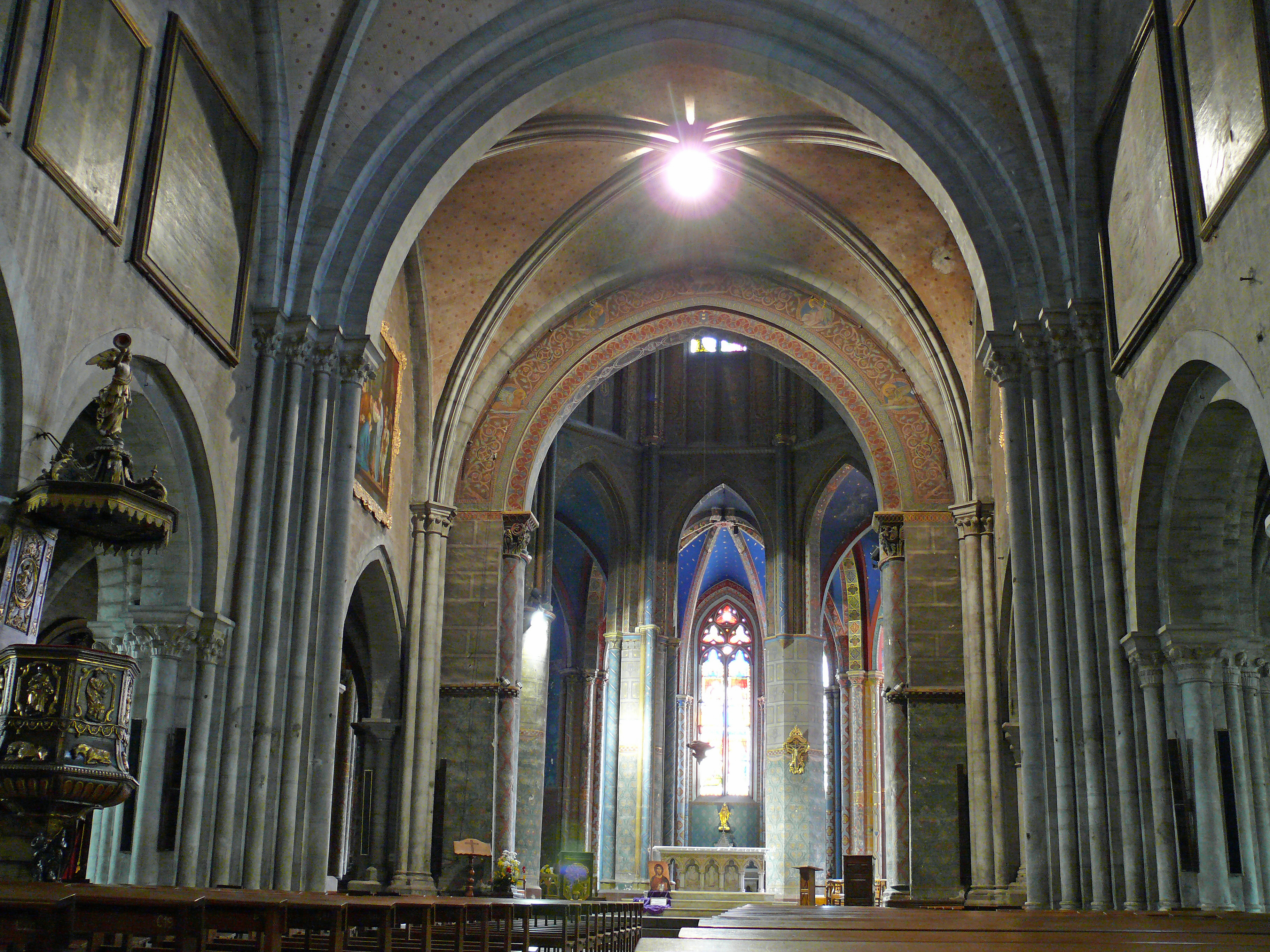
Nef centrale.

L'édifice a été classé au titre des monuments historiques le 7 mars 1939.
En novembre 2019, la cathédrale est victime d'une attaque à la voiture-bélier. Parmi les vols, des habits datant du XVIe siècle appartenant à François Ier, ont été dérobés,.

## Description
En avant de son portail roman, un massif clocher-porche du XIIe siècle de caractère défensif surmonte une toiture d'ardoise. Le tympan principal est orné d'une descente de croix sculptée.

### Portail roman
L'antique Iluro était située au confluent des gaves d'Aspe et d'Ossau. C'était une station sur la voie romaine menant vers l'Espagne, Jaca et Pampelune, devenue le chemin vicomtal.
Les rois de Castille ont favorisé le développement du pèlerinage de Saint-Jacques-de-Compostelle avec l'aide de l'abbaye de Cluny. Ce chemin passant par Oloron a permis des circulations de styles architecturaux entre l'abbaye de Moissac, la cathédrale romane de Pampelune et Saint-Jacques-de-Compostelle.
Le portail roman est l'œuvre de deux sculpteurs que l'on distingue par leur technique. L'un d'eux est appelé le maître d'Oloron. Avec son atelier, il a œuvré sur les chemins de Compostelle, notamment à Santa Maria de Uncastillo.

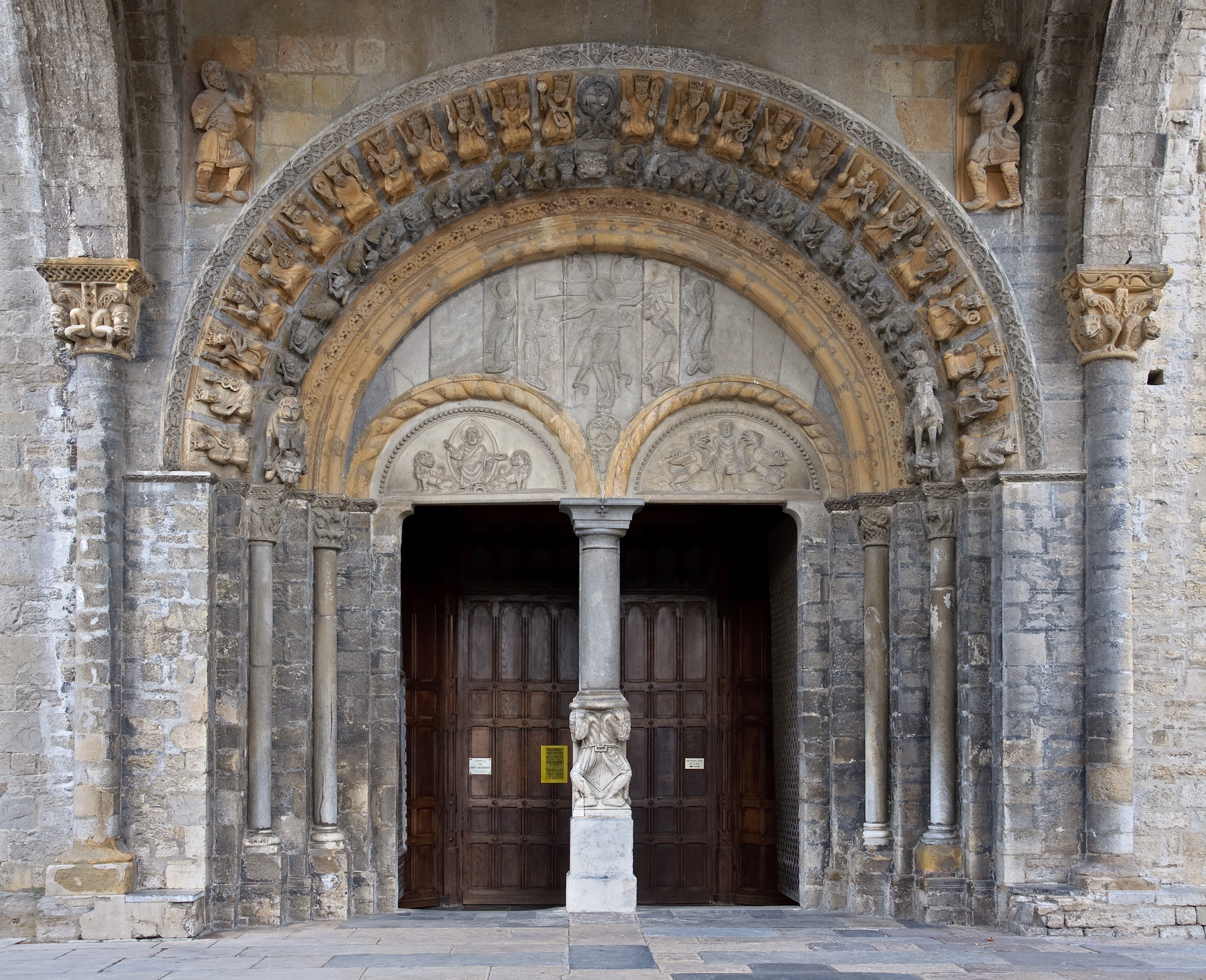
Portail de la cathédrale Sainte-Marie d'Oloron.
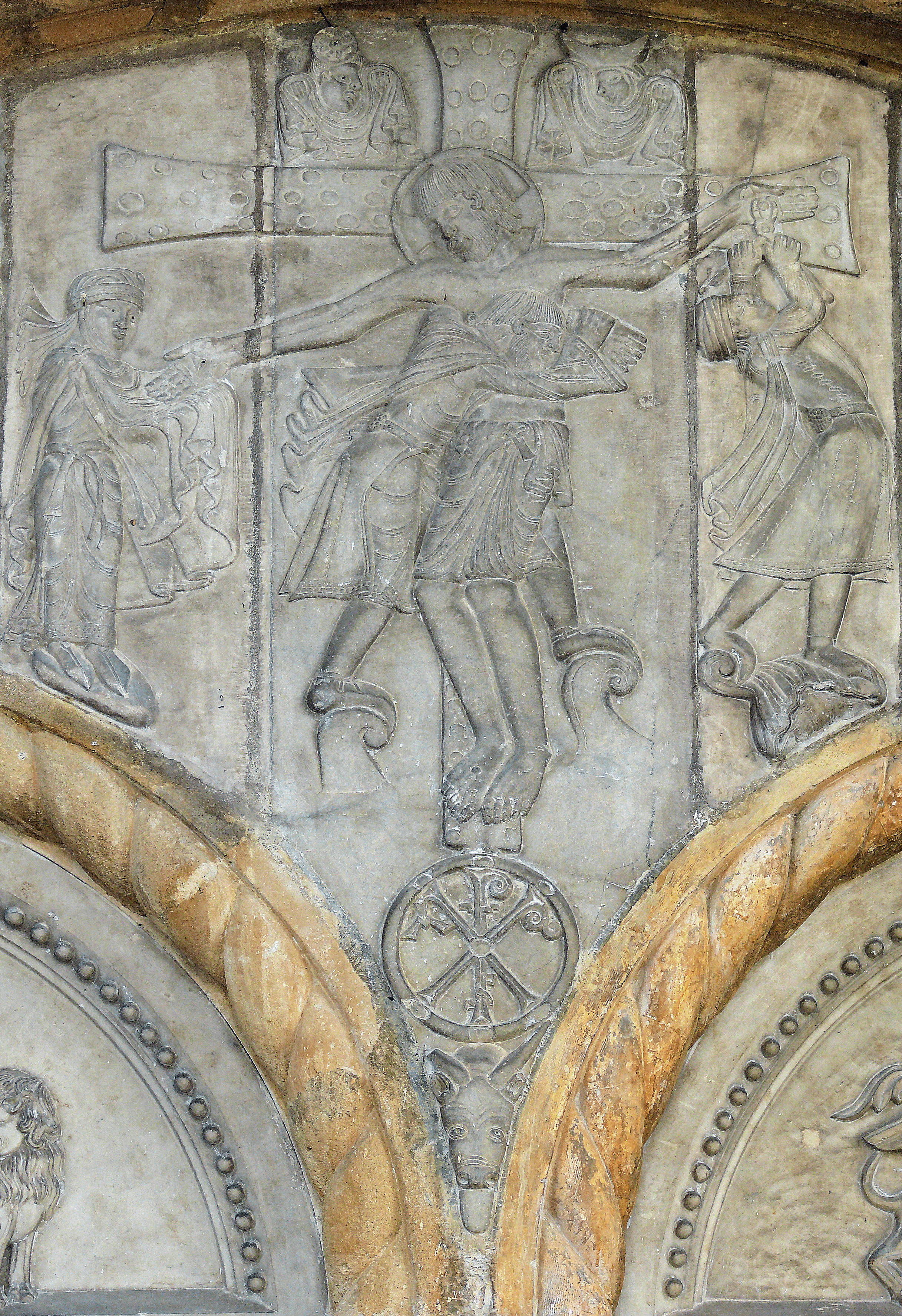
Descente de croix.
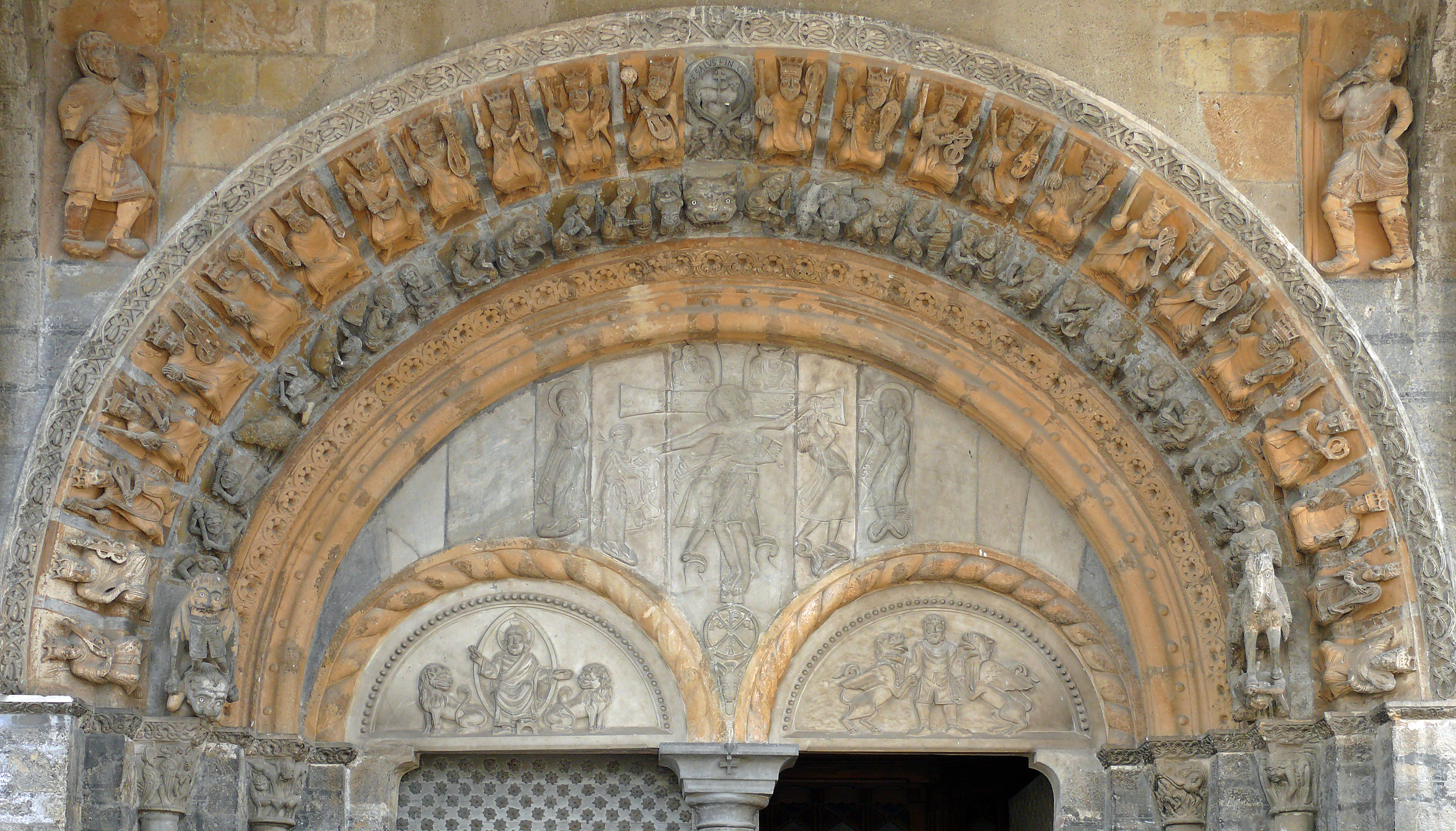
Tympan de la cathédrale Sainte-Marie.

Le tympan de la cathédrale d'Oloron est original dans son iconographie et son style. Le thème principal de la descente de croix du Christ est très rare dans une église à cet emplacement. Cette représentation reprend le récit de la mort du Christ donné dans l'Évangile selon Jean :
- Jn 19,25 : « Près de la croix de Jésus se tenaient sa mère et la sœur de sa mère, Marie, femme de Clopas, et Marie de Magdala. Jésus, voyant sa mère, et auprès d'elle le disciple qu'il aimait… » ;
- Jn 19,38-40 : « Après cela, Joseph d'Arimathie, qui était disciple de Jésus, mais en secret par crainte des Juifs, demanda à Pilate la permission de prendre le corps de Jésus. Et Pilate le permit. Il vint donc, et prit le corps de Jésus. Nicodème, qui auparavant était allé de nuit vers Jésus, vint aussi, apportant un mélange d'environ cent livres de myrrhe et d'aloès. »

Autour de la croix, on peut voir à gauche, Marie, mère de Jésus, les mains sur le cœur, Marie, mère de Jacques, baise la main du Christ qui a été libéré, un personnage qui tient le corps du Christ, Joseph d'Arimathie tient des tenailles pour déclouer la main gauche du Christ, et l'apôtre Jean avec une main contre sa joue pour manifester sa douleur profonde. Au-dessus de la traverse horizontale de la croix, deux bustes, qui représentent le soleil et la lune pour rappeler les ténèbres qui se produisent au moment de la mort de Jésus. Au pied de la croix, un chrisme. Sous le chrisme a été sculptée une tête de veau ou de taureau dont l'interprétation n'est pas assurée.
La représentation est proche de celle d'un chapiteau du cloître roman de la cathédrale de Pampelune se trouvant aujourd'hui dans le musée de Navarre.

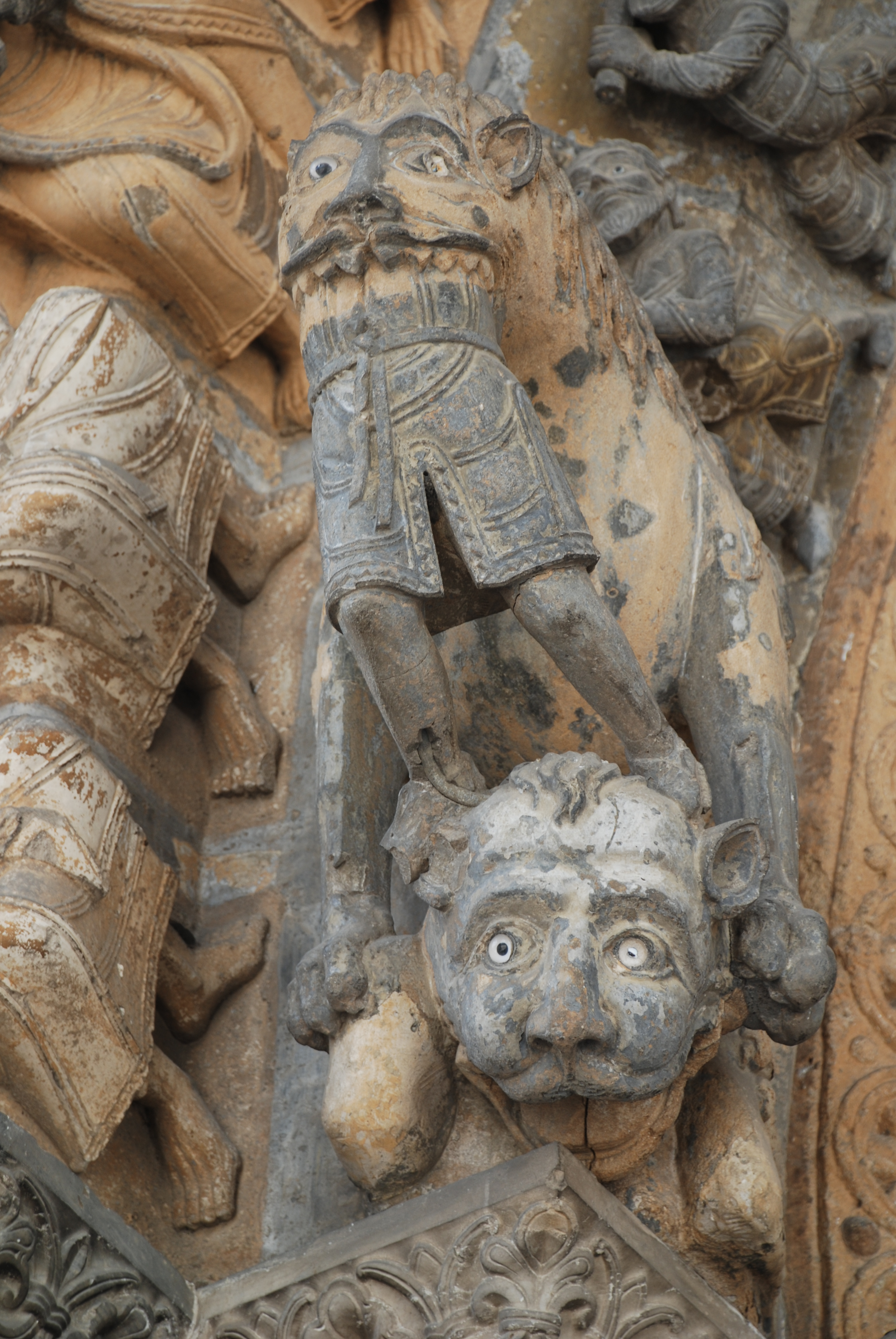
Le thème du lion ou du diable androphage.
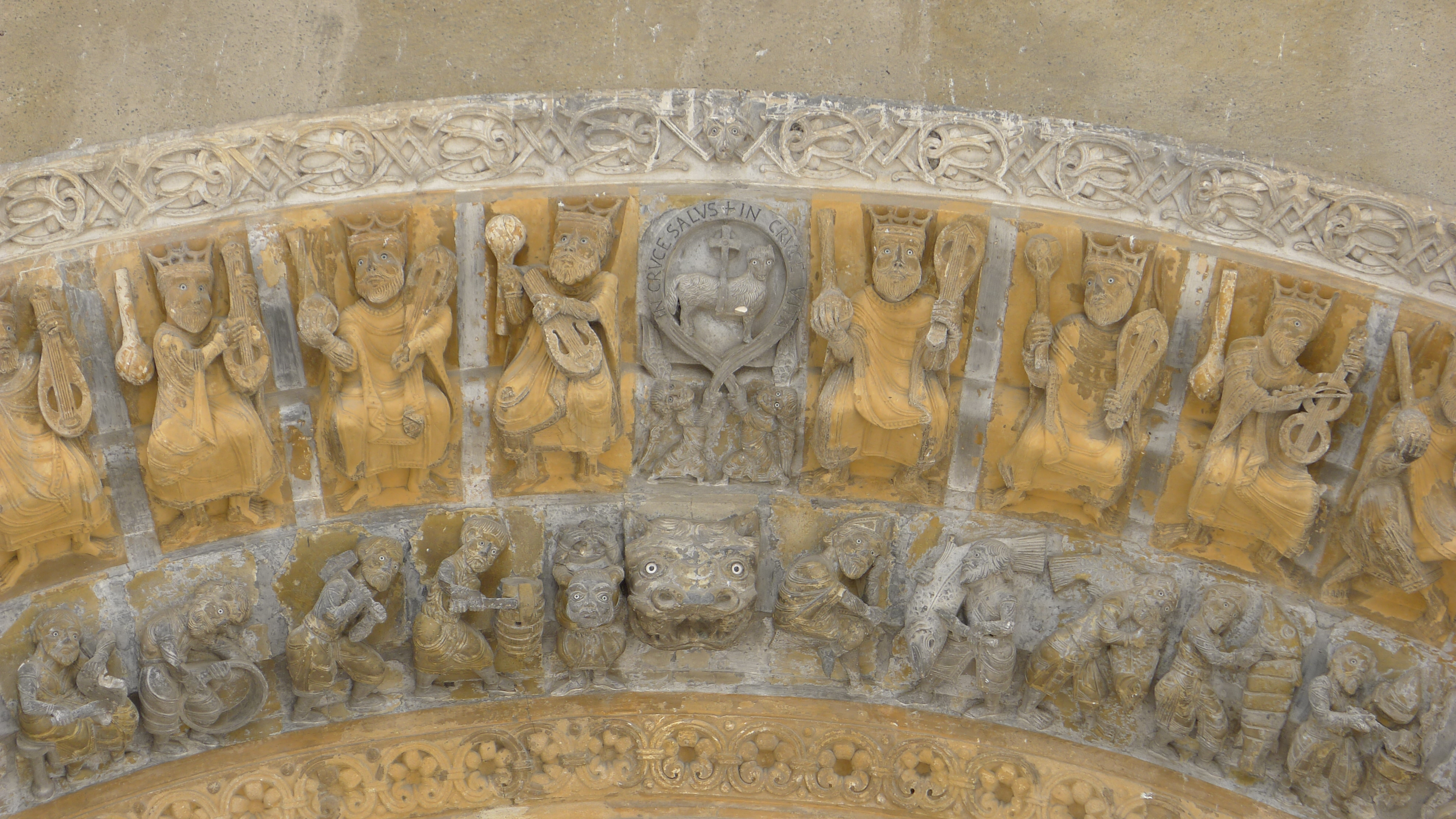
Les voussures : en partie supérieure, les vieillards de l'Apocalypse de part et d'autre de l'Agneau pascal, en dessous, des scènes anecdotiques.
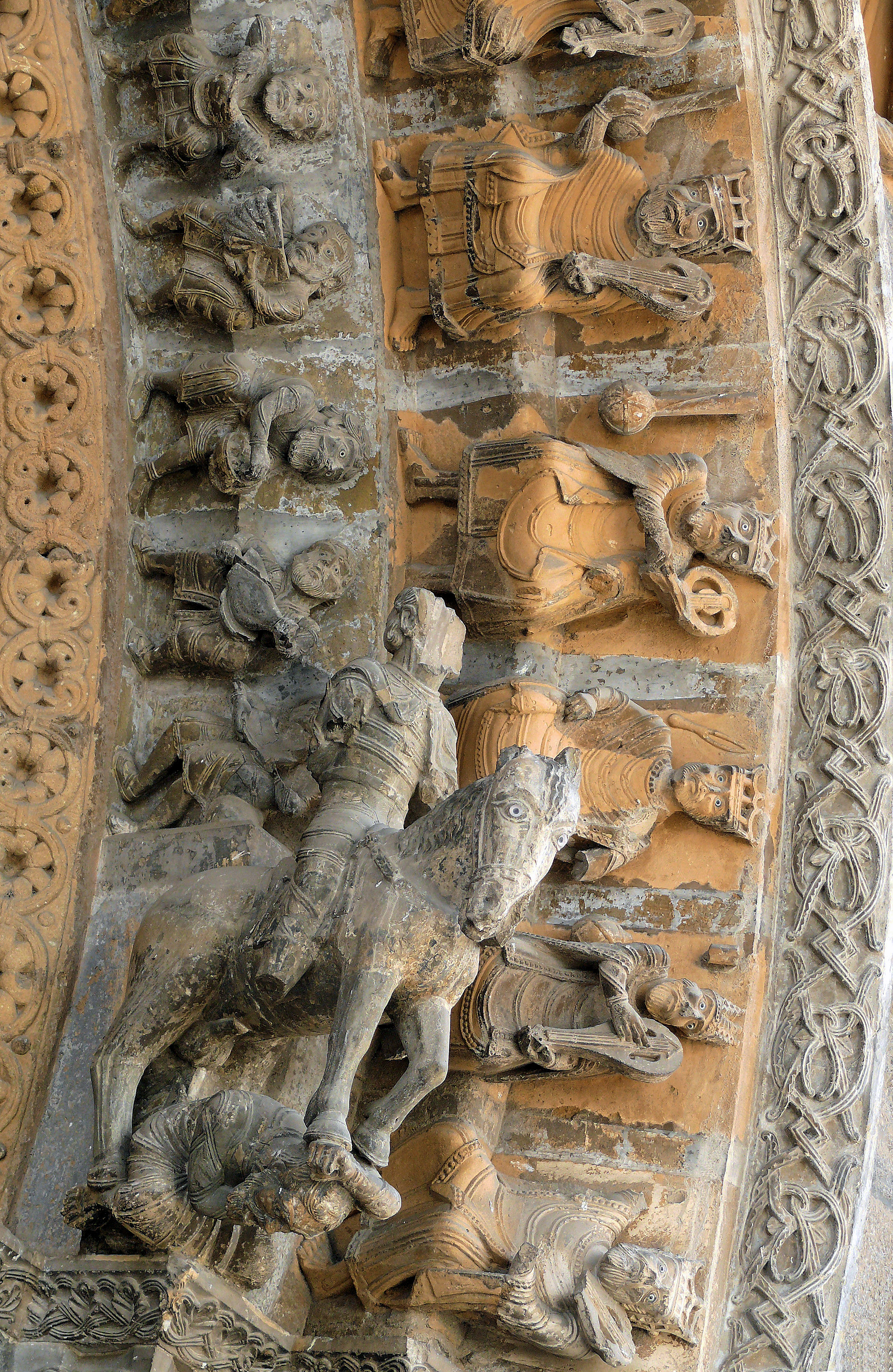
Le cavalier foulant un hérétique.
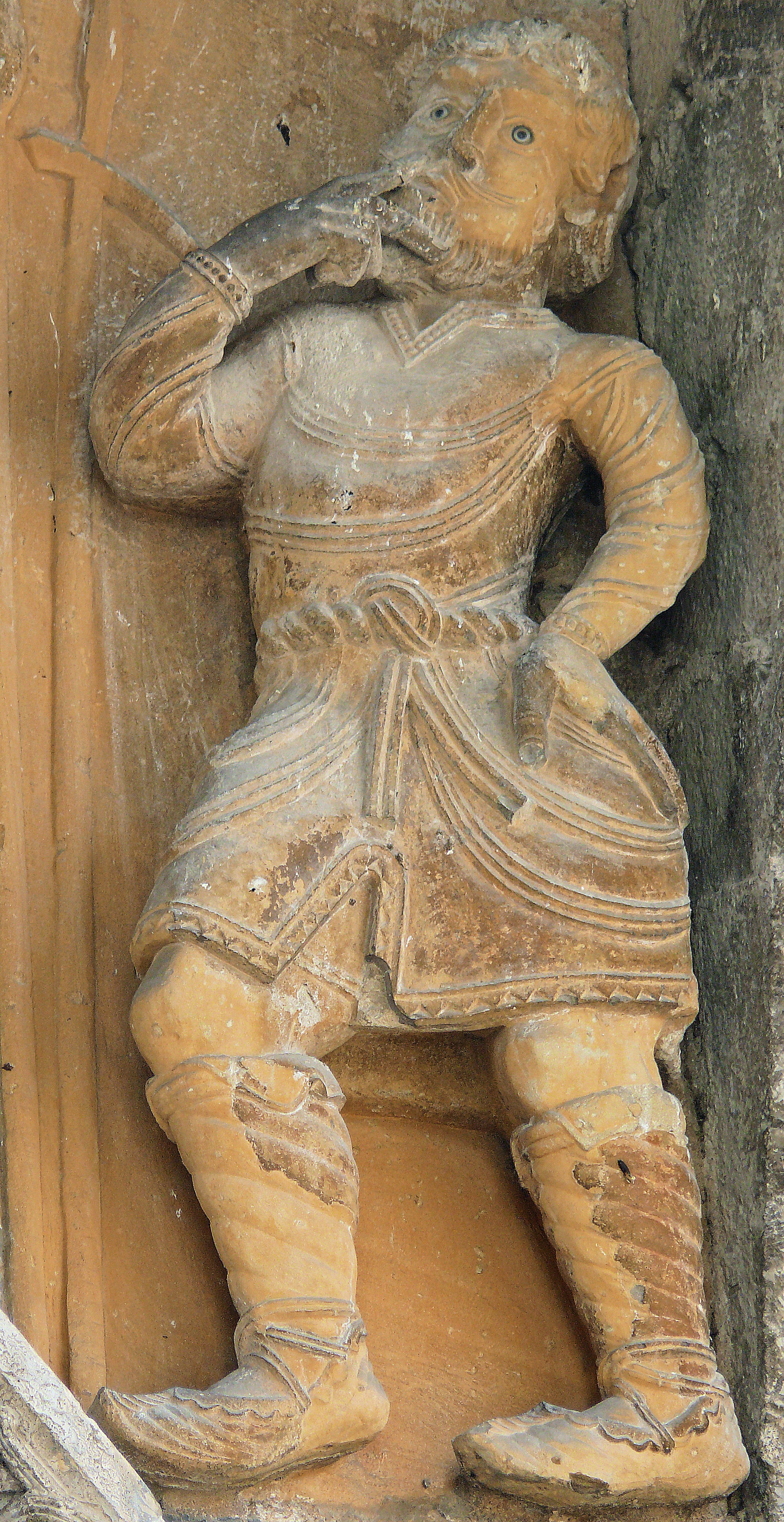
Personnage au-dessus de l'archivolte.

Jacques Lacoste a proposé de dater le début de la réalisation des sculptures du tympan principal de la deuxième décennie du XIIe siècle. Il voit une parenté avec les reliquaires en ivoire de San Millán de la Cogolla, celui de San Millán réalisé vers 1060, et celui de San Felices datant de 1090.

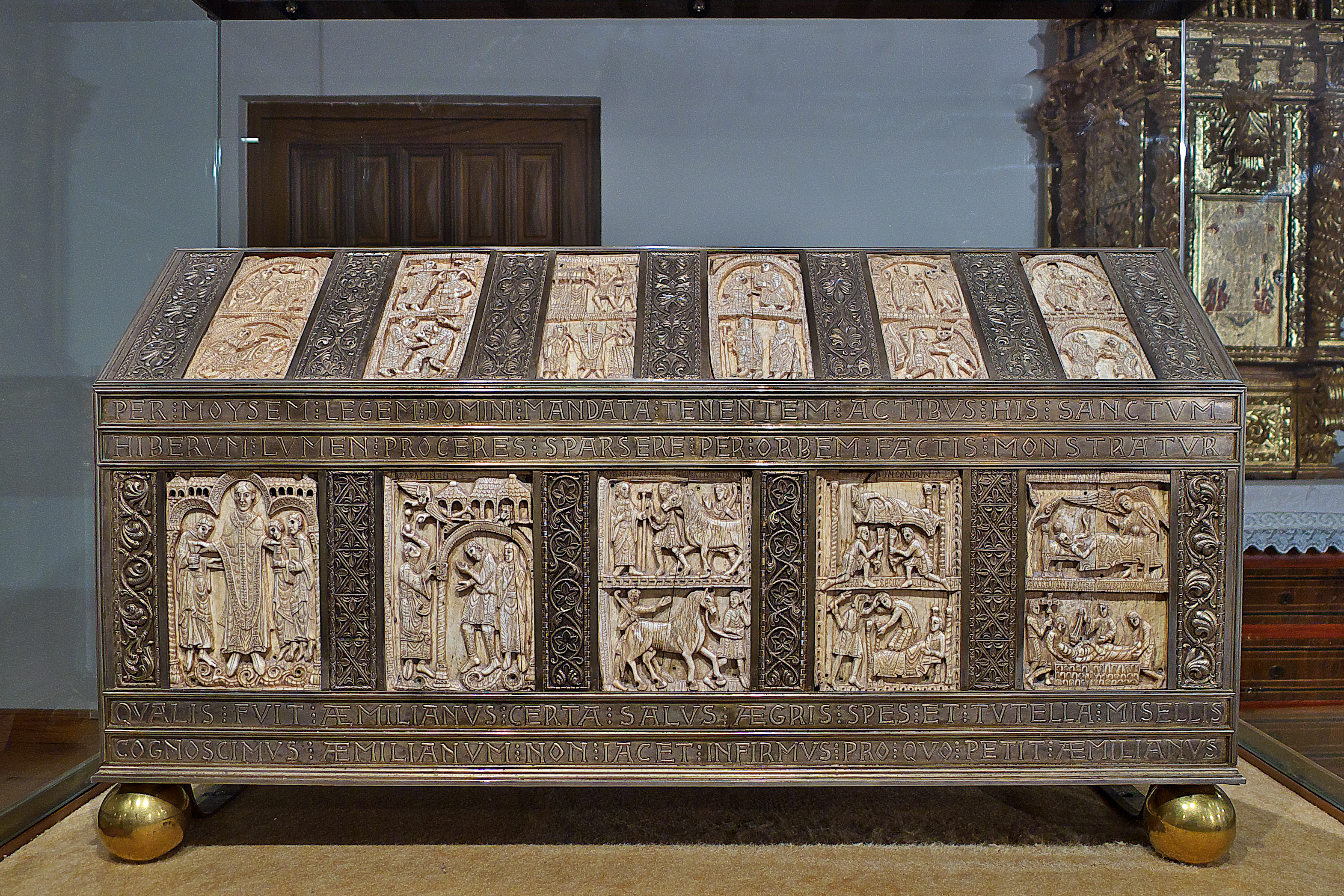
Reliquaire de San Millán de Yuso

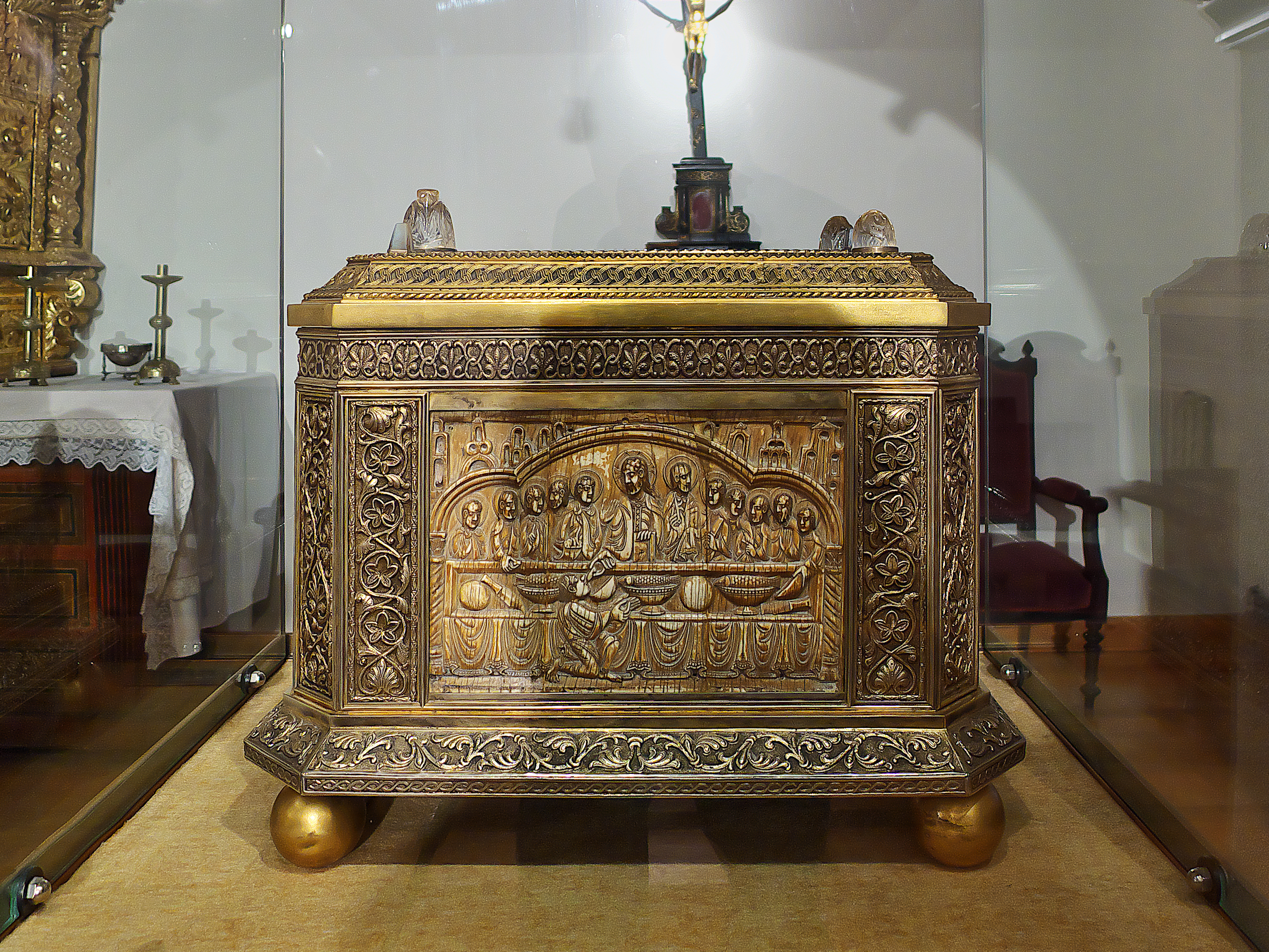
Reliquaire de San Felices

Les petits tympans sont des réfections de la fin du XIXe siècle. Jacques Lacoste a signalé la présence de plaques de marbre sculptées dans les murs intérieurs du porche qui pourraient être des restes des sculptures refaites. Elles pourraient représenter Daniel dans la fosse aux lions et l'ascension d'Alexandre le Grand.
Les sculptures de l'archivolte sont d'un style plus évolué, après la réalisation du portail de Moissac, rappelant la sculpture languedocienne et attentif aux réalisations dans l'Ouest de la France où il a emprunté le thème des vieillards de l'Apocalypse (Ap 4,4) placés de part et d'autre de l'Agneau pascal avec l'inscription « In cruce salus, in cruce vita », ou remplir une voussure d'une série de scènes anecdotiques pouvant être une illustration des saisons réparties autour d'une tête de lion. Il a utilisé les deux thèmes du cavalier traité en ronde-bosse et le lion ou diable androphage de l'ouest de la France. Les sculptures de cette archivolte ont dû être réalisées une vingtaine d'années après le tympan.
Au-dessus de l'archivolte sont représentés deux hommes d'arme regardant une scène ayant disparu qui devait être une résurrection.

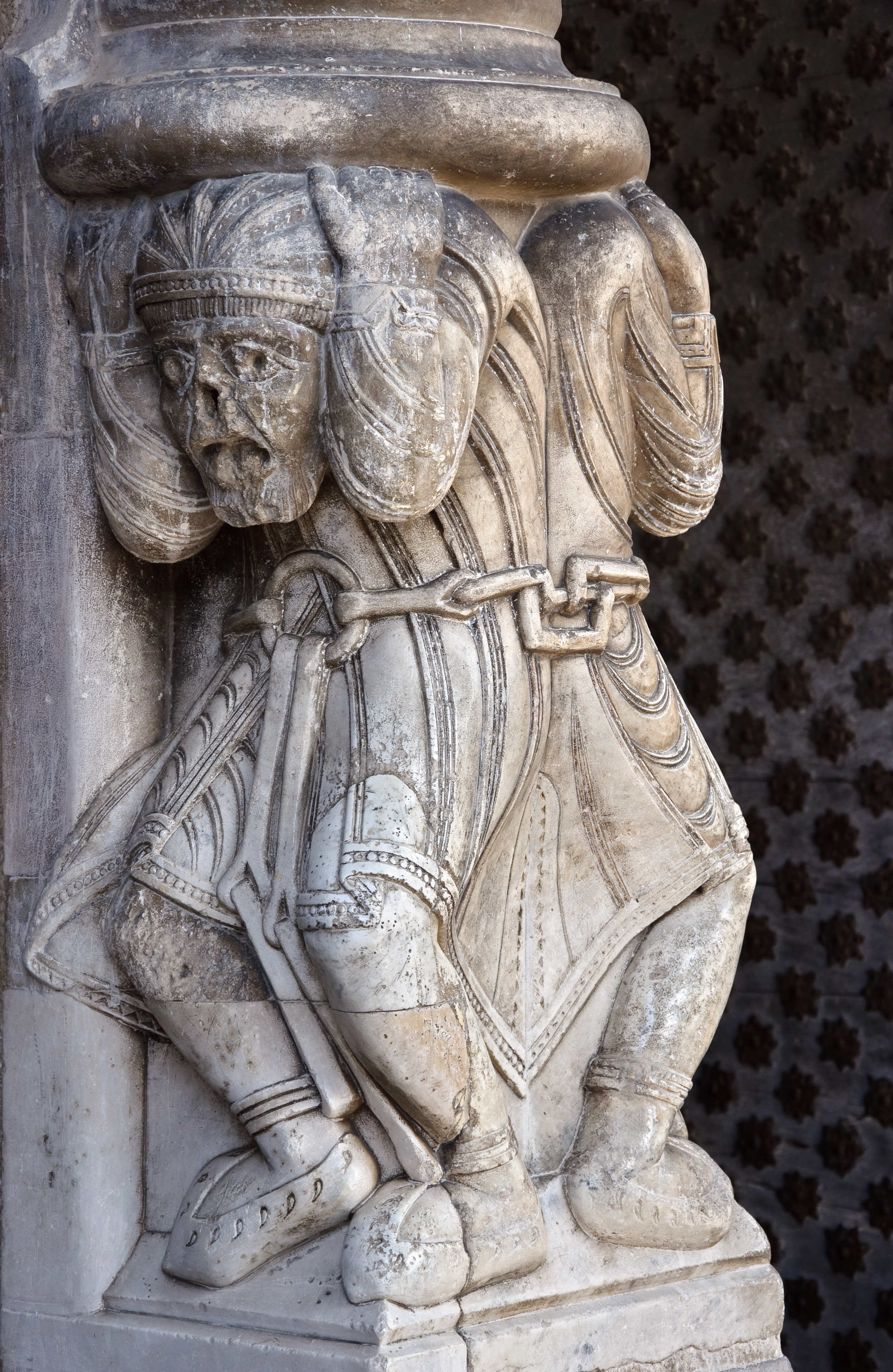
Les « atlantes » enchaînés du trumeau du portail ouest.

En partie basse du trumeau, on trouve une sculpture représentant deux hommes enchaînés qui ont été pris pour des atlantes. Cette interprétation a été critiquée car ce thème n'apparaît pas dans les églises au début du XIIe siècle en France et en Italie. Jacques Lacoste propose d'y voir les hommes enchaînés par l'Ancienne Loi attendant la délivrance à la porte de l'Église et non des captifs musulmans selon la tradition locale.

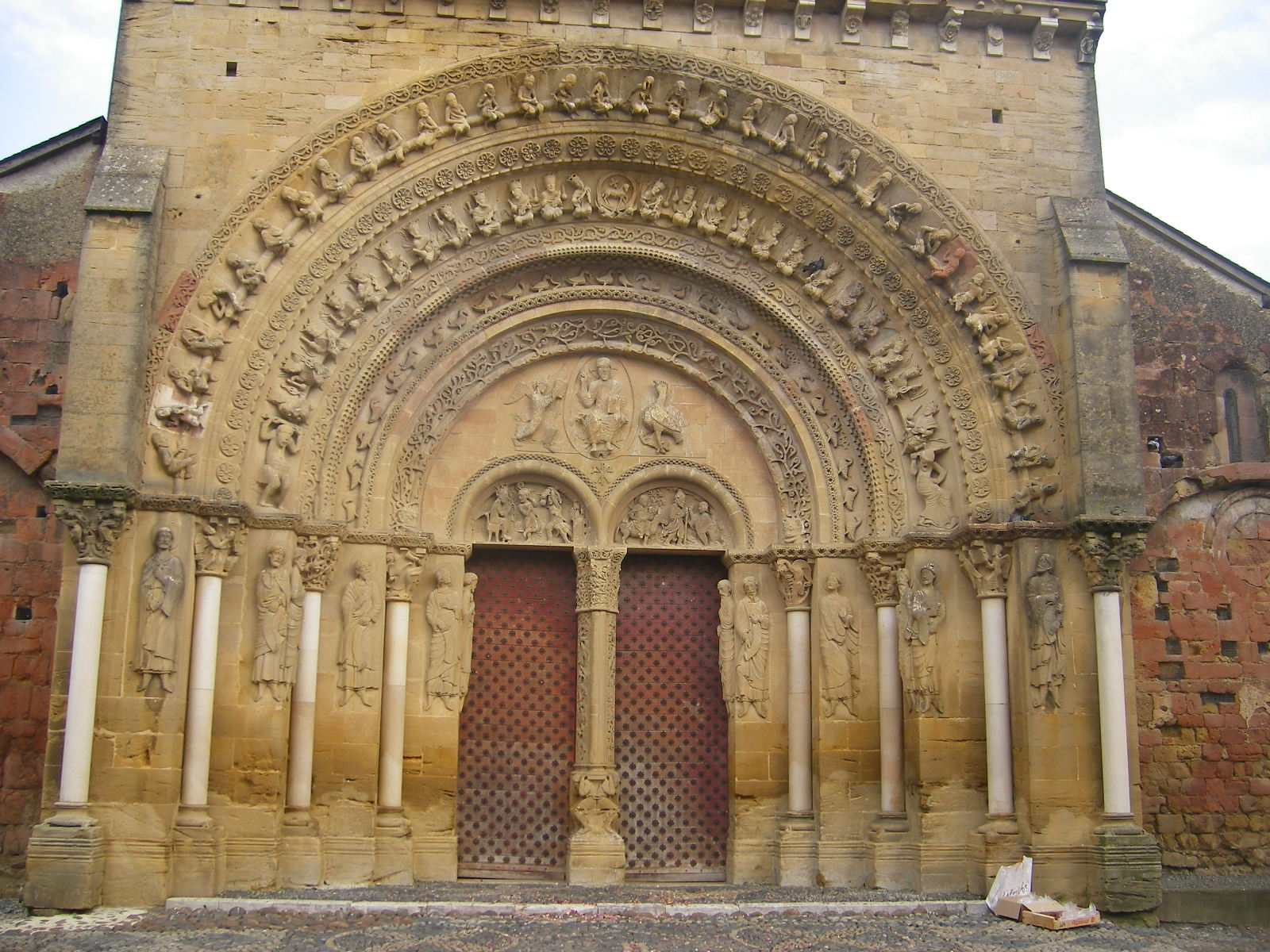
Portail de l'église Sainte-Foy de Morlaàs.

Jacques Lacoste a souligné la ressemblance entre le portail de la cathédrale Sainte-Marie et celui de l'église Sainte-Foy de Morlaàs qui est plus récent et malgré sa réfection totale au XIXe siècle.

### Mobilier
La chaire à prêcher du XVIIIe siècle a été classée à titre d'objet en 1908.

### Trésor
Le trésor est constitué d’objets d’orfèvrerie, d’ébénisterie et de vêtements liturgiques datant des XVIIe et XVIIIe siècles. Il est abrité dans les chapelles latérales nord restaurées et réhabilitées.
- Du chapier, meuble curieux et imposant du XIXe siècle, présentant une collection d'ornements sacerdotaux du XIVe siècle et XVIIe siècle portés par les évêques d’Oloron comprenant un voile, un manipule, une étole, deux chasubles, trois dalmatiques, deux chapes classés à titre d'objet en 1906[14].
- Une crèche de Noël à décor et personnages du 1er quart du XVIIIe siècle classée à titre d'objet du XVIIIe siècle en 1908[15].
- Orfrois[note 2] représentant saint Denis, sainte Barbe, un saint évêque, le voile de la Sainte-Face de Véronique tenu par deux anges datant du XVIe siècle, classés au titre d'objet en 1959[16].
- Des pièces d’orfèvrerie du XVIe siècle au XIXe siècle[17].

Dans la nuit du 3 au 4 novembre 2019, une partie du trésor (chape donnée par François Ier et objets liturgiques) a disparu à la suite d'un cambriolage à la voiture-bélier.

### Orgue

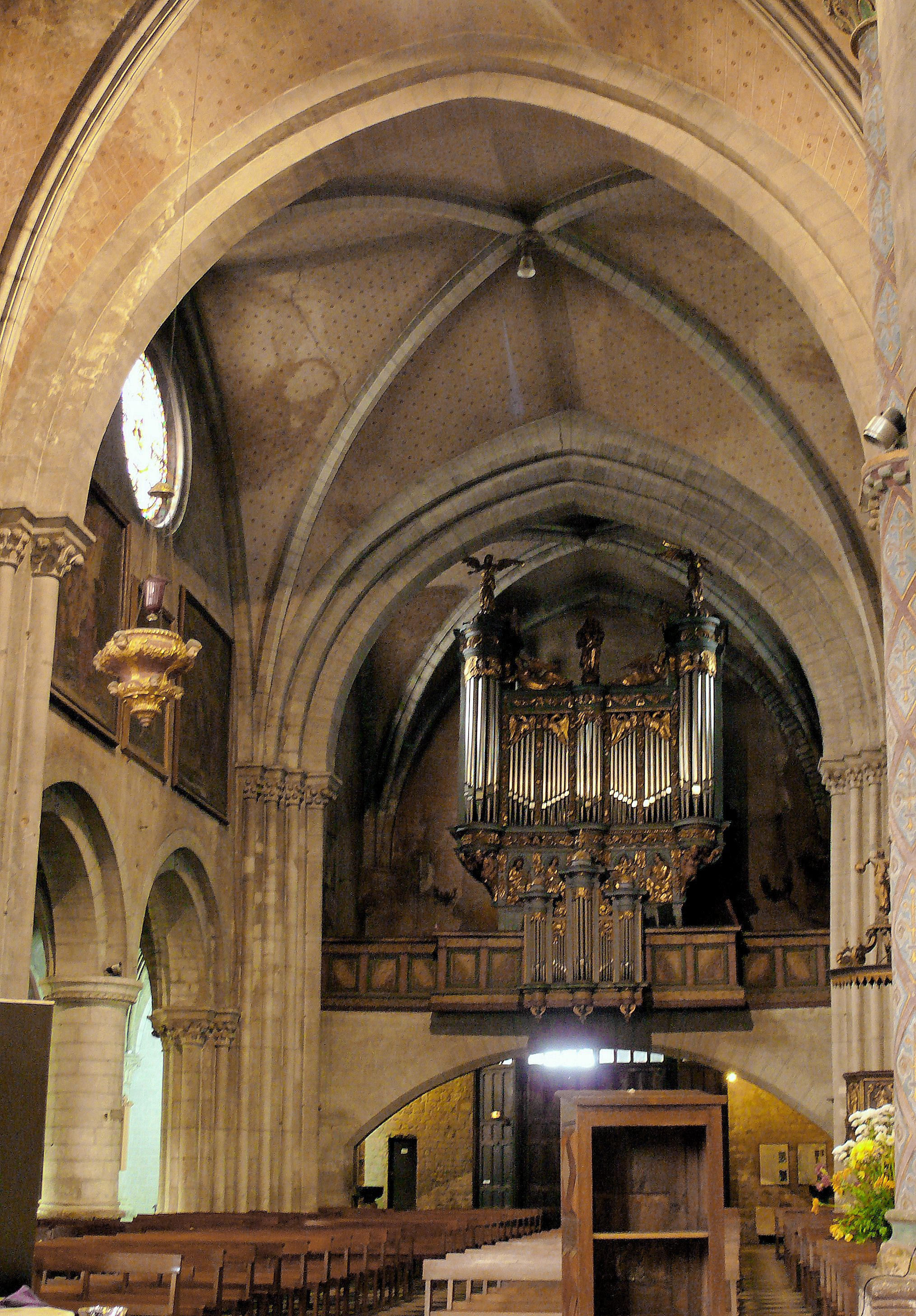
La première travée de la nef et la tribune de l'orgue.

L'orgue a été construit grâce à la générosité de Pierre de Gassion, évêque d'Oloron, entre 1647 et 1652.
Le buffet d'orgue a été classé à titre d'objet en 1906. L'orgue est restauré en 1771 suivant les plans de Dom Bédos de Celles. L'orgue est démonté à la Révolution. Aristide Cavaillé-Coll installe en 1870 un orgue dans le buffet du XVIIe siècle. L'instrument a été classé à titre d'objet en 1971.
L'orgue a été relevé à l'identique en 1981 par Danion-Gonzalez.
Les transmissions sont mécaniques avec machine Barker au grand orgue.
Composition
| Grand-Orgue 54 notes   |
| Principal 16'          |
| Montre 8'              |
| Bourdon 8'             |
| Flûte harmonique 8'    |
| Viole de gambe 8'      |
| Prestant 4'            |
| Octave 4'              |
| Doublette 2'           |
| Plein-jeu harmonique V |
| Basson 16'             |
| Trompette 8'           |
| Clairon 4'             |

| Récit expressif 54 notes |
| Flûte traversière 8'     |
| Viole de gambe 8'        |
| Voix céleste 8'          |
| Flûte octaviante 4'      |
| Octavin 2'               |
| Trompette 8'             |
| Basson-hautbois 8'       |
| Voix humaine 8'          |

| Pédale 30 notes |
| Soubasse 16'    |
| Flûte 8'        |
| Bombarde 16'    |
| Trompette 8'    |

### Vitraux

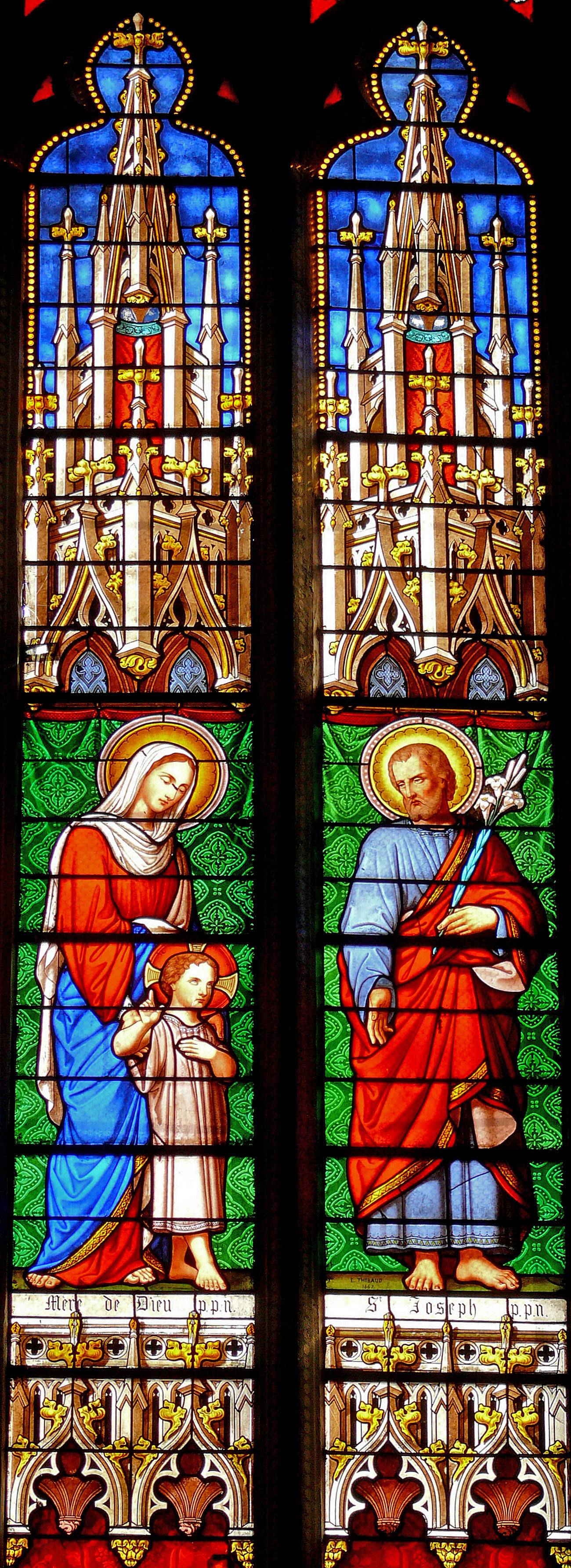
La Vierge, l'Enfant Jésus et Joseph. E. Thibaud, 1867.

Des vitraux ont été posés au XIXe siècle après la restauration de l'église.
Un vitrail du chevet représente la présentation de Marie au Temple et l'Annonciation.
Un autre, représentant la Vierge Marie, l'Enfant Jésus et  saint Joseph, est signé Émile Thibaud, 1867.